# Dancing Queen (canción de Girls' Generation)
«Dancing Queen» es un sencillo grabado por el grupo surcoreano Girls' Generation. Fue lanzado el 21 de diciembre de 2012 como el primer sencillo de su cuarto álbum de estudio coreano, I Got a Boy (2013). Grabado en 2008, la canción inicialmente estaba programada para ser lanzada como la canción principal del primer EP del grupo. Sin embargo, el plan fue descartado, y «Gee», junto con el EP fue lanzado en su lugar.
«Dancing Queen» es una versión del sencillo «Mercy» de 2008 de Duffy. Es el primer material coreano lanzado por el grupo después de un hiatus de catorce meses para centrarse en el mercado de la música japonesa con su álbum de 2012, Girls & Peace. La canción recibió críticas generalmente positivas de críticos de música, que favorecieron su producción «funky pop» en comparación con los estilos electropop propios del grupo. Comercialmente, el sencillo alcanzó el primer lugar de Gaon Digital Chart y en el número dos en Korea K-Pop Hot 100, y ha vendido más de 500 000 copias digitales.

## Vídeo musical

### Antecedentes

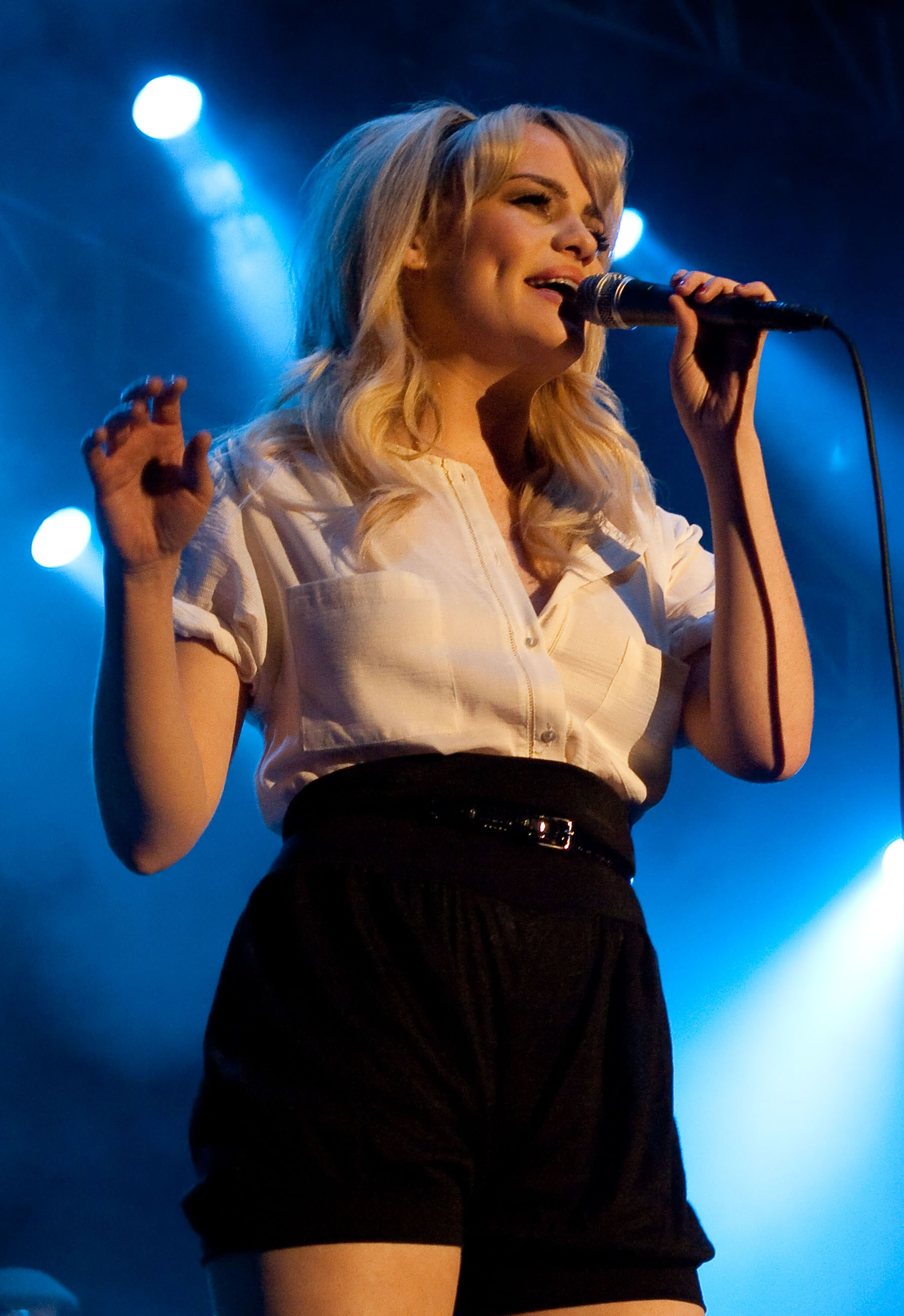
«Dancing Queen» es un cover del sencillo «Mercy» de Duffy.

El vídeo musical fue lanzado el 21 de diciembre de 2012 a las 10a.m. (KST) a través del sitio de música coreano Naver. La mayor parte del vídeo fue filmado originalmente en 2008, mientras se reservaba con escenas del vídeo musical de «I Got A Boy». El vestuario y el concepto presentado en el vídeo musical fue el mismo que utilizaron en «Gee».
Una captura de pantalla del vídeo musical se filtró en 2011 junto con el audio de la versión coreana de «Boomerang», que luego se lanzó oficialmente en japonés en su segundo álbum japonés Girls & Peace (2012). En una entrevista con la integrante Yuri, describió la coreografía como «tratando de simular la forma de un gato con garras, y moviéndose como un gato tratando de actuar de manera divertida».

## Actuaciones en vivo
Girls' Generation interpretó «Dancing Queen» y «I Got a Boy» en M! Countdown el 3 de enero de 2013. El grupo también interpretó la canción durante un regreso especial de MBC titulado Girls' Generation's Romantic Fantasy.

## Recepción
Después del lanzamiento de «Dancing Queen», se convirtió en una canción exitosa en todos los sitios de música coreana, alcanzando el número uno en Naver Music, MelOn, Monkey3, Bugs, Soribada, Olleh Music y Mnet en la mañana del 22 de diciembre de 2012, «Dancing Queen» obtuvo un all-kill. Con solo un día de ventas, la canción logró vender 139 344 copias, alcanzando la séptima posición en Gaon Download Chart, y el número once en el Single Chart en la primera semana. «Dancing Queen» vendió 139 344 copias después de su primer día de ventas y se posicionó en el número 11 en Gaon Singles Chart en su primera semana y obtuvo el quinto puesto en Gaon Streaming. También se posicionó el segundo puesto de K-Pop Hot 100.

## Posicionamiento en listas
| Lista (2012–13)                        | Mejor posición |
| -------------------------------------- | -------------- |
| Corea del Sur (Gaon Singles Chart)     | 1              |
| Corea del Sur (Gaon Digital Downloard) | 1              |
| Corea del Sur (Gaon Streaming)         | 2              |
| Billboard K-Pop Hot 100                | 2              |
| U.S. World Digital Songs (Billboard)   | 5              |

### Listas de fin de año
| Lista (2013)            | Mejor posición |
| ----------------------- | -------------- |
| Corea del Sur (Gaon)    | 109            |
| Billboard K-Pop Hot 100 | 76             |